# Stazione di Secugnago
Stazione di Secugnago vasútállomás Olaszországban, Lombardia régióban, Secugnago településen.

## Vasútvonalak
Az állomást az alábbi vasútvonalak érintik:
- Milánó–Bologna-vasútvonal

## Kapcsolódó állomások
A vasútállomáshoz az alábbi állomások vannak a legközelebb:
- Stazione di Lodi
- Stazione di Casalpusterlengo